# Bartók Béla (mérnök)
Bartók Béla (Budapest, 1910. augusztus 22. – Budapest, 1994. június 17.) általános mérnök (ma geodéta mérnökként ismert szakterület), MÁV-főmérnök, geodéta, író, a Magyarországi Unitárius Egyház főgondnoka. Bartók Béla zeneszerző fia, Bartók Béla iskolaigazgató unokája. Féltestvére az apja második házasságából született Bartók Péter.

## Életpályája
Bartók Béla zeneszerző elsőszülött fiaként látta meg a napvilágot Budapesten. 1914. július 25-én apja az unitárius vallásra tért át. A gyermek a budapesti Trefort utcai Mintagimnáziumban végezte a középiskolát, majd a Műegyetemen szerzett diplomát. Ezt követően mint tanársegéd évente négy-öt héten keresztül dolgozott Nógrádverőcén mint külsős geodétaoktató és gyakorlatvezető.
A Magyar Államvasutaknál pályafenntartási mérnök volt, felsőrendű szintezési munkákkal bizták meg. 1938-ban a központi budapesti szolgálatra került, majd Erdély visszacsatolását követően hét hónapig dolgozott Zsibón a dés–zsibói második vágány építésénél. 1944-ben Szentendrére vonult be, utána Komáromba, 1944. december 16-án pedig a front közeledése miatt elhagyta az országot, 1945-ben tért vissza.
1953-ban került a MÁV Tervező Intézethez, ahol a geodéziai osztály vezetője lett. Ezzel egyidejűleg a Műegyetem Geodéziai Tanszékén gyakorlatvezetői feladatkört is ellátott. 1958-ban a Közlekedéstudományi Egyesület választmányi tagja, később a Geodéziai és Topográfiai Egyesület tagja lett.
Romániába utazott, mivel 1971. március 25-én Bukarestben édesapja születésének 90. évfordulója alkalmából emlékülést tartottak, melyet utána szülőfalujában, Nagyszentmiklóson koszorúzási ünnepség követett. Ezt megelőzően, még 1931-ben idősebb Bartók Béla nem volt hajlandó az 50. születésnapjára a szülőházán elhelyezett emléktábla felavatási ünnepségén részt venni, ugyanis csak román nyelven szerepelt rajta a felirat. 1940. után ugyan kétnyelvű táblát készítettek, de ezt 1948-ban eltávolították, és kizárólag román nyelvű tábla került fel helyette. Emiatt március 18-án Bukarestben Bartók Béla bejelentette tiltakozását, ezután amikor a helyszínre érkezett, ott már egy kétnyelvű tábla állt. A MÁV-nál 1971-ig dolgozott, műszaki főtanácsosi rangig emelkedett. Ez év őszén bejelentette, hogy nyugdíjazását kéri, melynek főbb okai a hivatalvezetőknek, személyzeti osztályoknak és pártszervezeteknek a Bartók által tett utazások miatti irigysége és rosszindulata volt.
1971. október 31-én megválasztották az Unitárius Egyház főgondnokává. 1971–1989 között összesen 38-szor utazott külföldre egyházi ügyekben. Mivel szembetűnően hasonlított édesapjára, róla mintázta az ezerforintos bankón szereplő Bartók-portrét az azt tervező Vagyóczky Károly grafikusművész, 1983-ban.

## Művei
- Apám életének krónikája (Gomboczné Konkoly Adrienne közreműködésével, Zeneműkiadó, Budapest, 1981)
  - reprint, Helikon, 2006, ISBN 9789632270487
  - Bartók Béla életének krónikája (Az 1981-ben kiadott "Apám életének krónikája" bővített új kiadása, Magyarságkutató Intézet, 2021, ISBN 978-615-6117-25-0
  - Chronicle of Béla Bartók's Life (a bővített kiadás angol nyelvű változata, fordította: Rubin Márta, Institute of Hungarian Research, 2021, ISBN 978-615-6117-26-7)
- Bartók Béla Családi Levelei (Szerkesztőként, Zeneműkiadó Vállalat, Budapest, 1981)
- Bartók Béla műhelyében (Szépirodalmi Könyvkiadó, Budapest, 1982)
- Az öt földrész – Ahogy én láttam 186 utazásomat (Püski Könyvkiadó, Budapest, 1992)